# Bretto
Bretto, in passato noto come Loga di Plezzo (in sloveno Log pod Mangartom; in tedesco Breth, desueto; in friulano Bret) è una frazione di 137 abitanti del comune sloveno di Plezzo, situato nel bacino dell'Isonzo.
Posto sulla strada che da Plezzo (Bovec) porta a Tarvisio (Trbiž) passando per il valico del Predil (Prelaz Predel) che la separa dall'Italia. Bretto rientra nel parco nazionale del Tricorno (Triglavski Narodni Park), luogo caratteristico perché circondato da 15 vette montuose, che lo rendono ideale per l'alpinismo..
Il paese è solitamente diviso in Bretto di Sotto (Spodnji Log) e Bretto di Sopra (Gornji Log). Oltre a questa divisione, abbiamo anche il borgo di Loška Koritnica e Možnica.

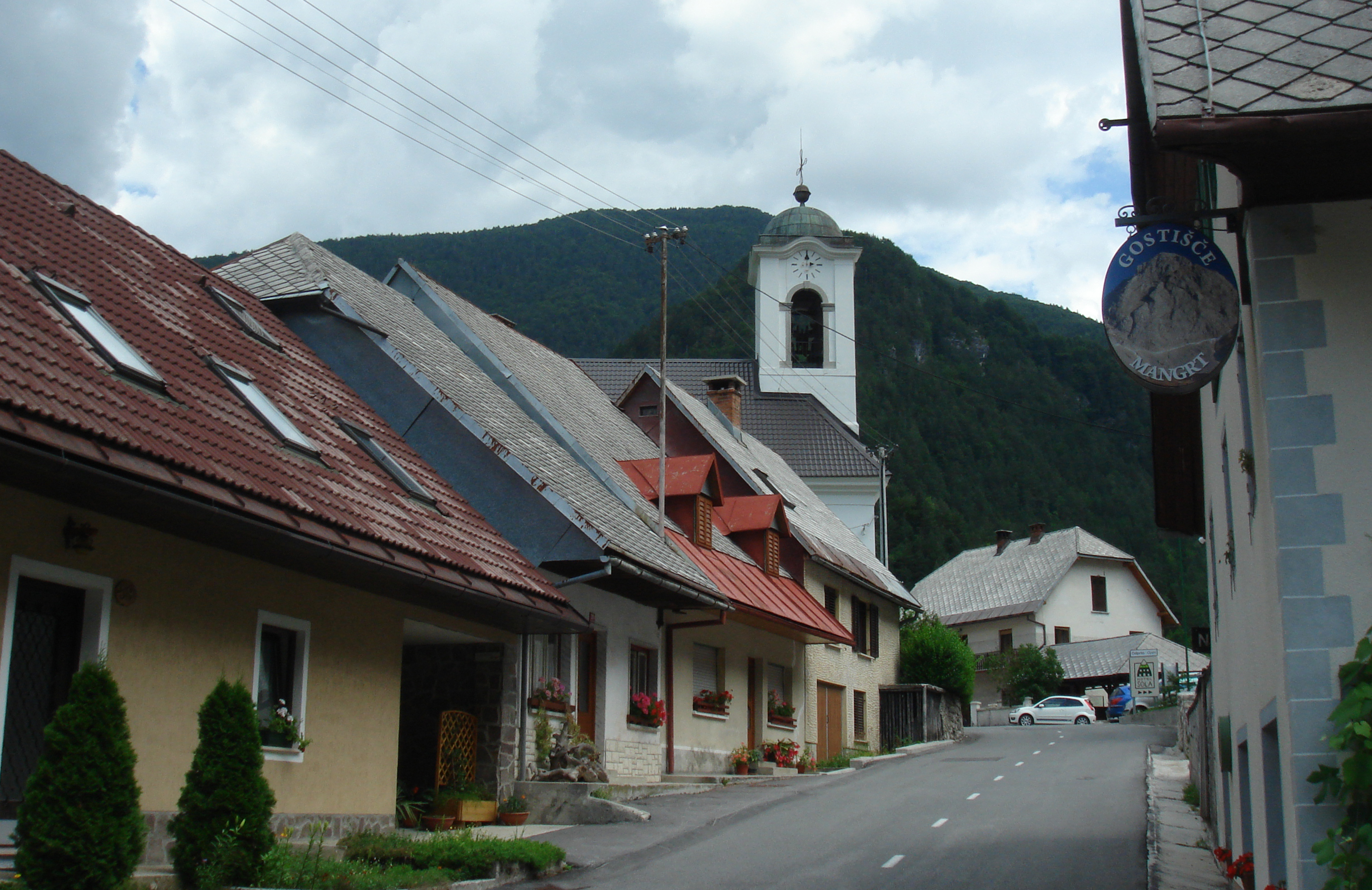
La via principale del paese in prossimità della chiesa.

## Storia
Bretto fu vicina alla linea del fronte durante la prima guerra mondiale.
Comune autonomo già in epoca asburgica, inizialmente non includeva il territorio dell'ex comune catastale di Oberbreth (Strmec), aggregato in un secondo momento.
Dal 1920 al 1947 fece parte del Regno d'Italia, inquadrato nella provincia del Friuli. Il comune, chiamato Loga di Plezzo (Log, corrispondente all'attuale abitato di Gornji Log), comprendeva i vicini insediamenti di Predil (Predel), Bretto di Sopra (Oberbreth, Strmec) e Bretto di Sotto (Unterbreth, Spodnji Log). Nel 1923 assunse il nome di Bretto,, nel 1927 venne compreso nella ricostituita provincia di Gorizia, mentre nel 1928 fu soppresso come comune autonomo e aggregato a Plezzo; passò poi alla RSF di Iugoslavia e quindi alla Repubblica Socialista di Slovenia e poi alla Repubblica di Slovenia nel 1991.
A Bretto di Mezzo c'è la Galleria di Bretto (Štoln) lunga 4,5 chilometri. È stata creata nel 1903 per scaricare l'acqua della miniera di Cave del Predil (Rabelj). All'interno, durante la Grande Guerra, hanno costruito anche una stazione ferroviaria elettrica, con la quale i minatori si spostavano per andare al lavoro. Fino all'entrata della Repubblica di Slovenia nella zona Schengen c'era il valico di confine e la cappella di Santa Barbara.

## Geografia fisica
Il fiume Coritenza (Koritnica) scorre attraverso la valle glaciale di Loška Koritnica, che ha scavato profondi avvallamenti tra Bretto di Sotto e Možnica. Sul fiume ci sono due piccole centrali idroelettriche: quella superiore del 1928, a cui è stato convogliato il ruscello del Mangart, e quella inferiore, vicino a Možnica, del 1911, costruita a causa della miniera di Cave del Predil.
Le case sono in stile alpino plezzese, sormontate da alti tetti. Molte di queste sono ora trasformate in case per le vacanze. Un tempo un insediamento importante per il traffico, che ha vissuto dalla manutenzione delle strade, dallo spazzare la neve e dalla miniera di piombo e zinco a Cave del Predil, si sta trasformando sempre più in una località turistica. Anche a Bretto è stata provata l'estrazione, ma non c'era abbastanza minerale. La gente del posto coltiva patate, fagioli, rape e carote, vicino alle case c'è un po' di frutta, e per il resto sono impegnati nell'allevamento di bestiame. Oggi i pascoli di Možnica e Koritnica sono abbandonati, pascolano invece ancora sul pascolo del Mangart. Il cibo principale del posto erano quindi la ricotta, il formaggio, la polenta di patate, la batuda, etc. I pendii circostanti sono ricoperti da una foresta di faggi, carpini e abeti rossi.